# Thomomys mazama
Thomomys mazama és una espècie de mamífer rosegador de la família dels geòmids. És endèmic de la costa pacífica dels Estats Units. Es tracta d'una espècie excavadora que s'alimenta principalment d'arrels, tubercles, bulbs i vegetació de superfície. Els seus hàbitats naturals són els sòls volcànics profunds i humits situats en zones obertes d'herba, incloent-hi pastures, praderies, sabanes i boscos serials primerencs. Es creu que no hi ha cap amenaça significativa per a la supervivència d'aquesta espècie, tot i que s'ha perdut la majoria del seu entorn natural per culpa de les activitats humanes.